# Edelweiss
Edelweiss (ros. Эдельвейс) – wieżowiec w Moskwie, zbudowany w latach 2000–2003. Budynek mierzy 157 metrów wysokości do dachu, a jego całkowita wysokość wynosi około 176 metrów, posiada 43 kondygnacje. Wieżowiec Edelweiss ma przeznaczenie głównie mieszkalne, w jego wnętrzach znajdują się 444 mieszkania oraz pomieszczenia rekreacyjne, takie jak: aquapark, solarium oraz siłownie.